# كولاجيناز
الكولاجيناز أو انزيم الكولاجينيز (بالإنجليزية: Collagenase)‏ هو إنزيم يكسر الروابط الببتيدية للكولاجين، وتساعد في تدمير الهياكل خارج الخلية في البكتيريا المرضية مثل الكلوستريديوم، وتسهيل انتشار الغرغرينا الغازية. وهي تستهدف عادة النسيج الضام في خلايا العضلات وأعضاء الجسم الأخرى.
حيث يتم افراز هذا الانزيم من الخلية، فيمنع الهياكل الكبيرة من التشكل داخل الخلية نفسها.
بالإضافة إلى التي تنتجها بعض أنواع البكتيريا، ويمكن إفراز هذا الانزيم كاستجابة طبيعية من جهاز المناعة. وسبب افراز هذا الإنزيم ال سيتوكينات، التي تحفز الخلايا مثل الخلايا الليفية والخلايا بانية العظم، ويمكن أن يسبب تلف الأنسجة غير المباشر.